# Южновьетнамский донг
Южновьетнамский донг (вьет. Đồng) — денежная единица Республики Вьетнам в 1955—1975 годах, Республики Южный Вьетнам в 1975—1976 годах и южной части Социалистической Республики Вьетнам в 1976—1978 годах.

## История
Денежной единицей Южного Вьетнама первоначально был индокитайский пиастр, выпускавшийся Эмиссионным институтом государств Камбоджа, Лаос и Вьетнам. Банкноты Эмиссионного института выпускались трёх типов: камбоджийского, лаосского и вьетнамского. Надписи на банкнотах всех образцов делались на четырёх языках: французском, кхмерском, лаосском и вьетнамском. Банкноты вьетнамского образца отличались рисунком, а также надписью «VIÊN PHÁT-HÀNH». В обращении находились также пиастры, выпускавшиеся ранее французским Банком Индокитая.
На основе подписанного 29 декабря 1954 в Париже соглашения с 1 января 1955 Эмиссионный институт государств Камбоджа, Лаос и Вьетнам прекратил свою деятельность, а его активы и пассивы были распределены между казначействами Южного Вьетнама, Лаоса и Камбоджи.
Министерство финансов Южного Вьетнама 22 сентября 1955 года объявило об обмене банкнот Эмиссионного института камбоджийского и лаосского образца на пиастры вьетнамского образца. Обмен проводился в период с 30 октября по 7 ноября 1955 года, с 7 октября банкноты камбоджийского и лаосского образцов утратили статус законного платёжного средства. 15 октября того же года начат выпуск банкнот Национального банка Вьетнама. Банкноты Банка Индокитая в пиастрах утратили силу законного платёжного средства 31 октября 1955 года, банкноты Эмиссионного института вьетнамского образца находились в обращении до января 1957 года.
В 1975 году после взятия Сайгона на всей территории Южного Вьетнама была установлена власть Временного правительства Республики Южный Вьетнам. 22 сентября 1975 года была проведена денежная реформа, в ходе которой вместо южновьетнамского донга выпущены новые денежные знаки («донг Освобождения»). Обмен производился в соотношении 500:1. Каждая семья могла обменять до 100 000 донгов, предприниматели и лица свободных профессий — до 200 000 донгов, суммы сверх этих лимитов зачислялись на счета в банке.
В 1976 году произошло объединение страны, образовано единое государство — Социалистическая Республика Вьетнам. 3 мая 1978 года проведена реформа, унифицировавшая денежное обращение в стране. Обмен денежных знаков южного Вьетнама на общегосударственные производился в соотношении: 0,8 южновьетнамских донгов = 1 донг Социалистической Республики Вьетнам.

## Монеты

### Монеты 1960—1975 годов
В 1960—1975 годах выпускались монеты в 50 су, 1, 5, 10, 20, 50 донгов. На монетах в 50 су имелись отличия в названии разменной единицы: на монете 1960 года — «50 SU», на монете 1963 года — «50 XU».
| Номинал монет | Изображение | Изображение | Металл                      | Диаметр (мм) | Вес (г) | Толщина (мм) | Гурт     | Год        |
| ------------- | ----------- | ----------- | --------------------------- | ------------ | ------- | ------------ | -------- | ---------- |
| 50 су         |             |             | Алюминий                    | 30.75        | 4       | 2.7          | рубчатый | 1960       |
| 50 су         |             |             | Алюминий                    | 30           | 2.94    | 1.7          | рубчатый | 1963       |
| 1 донг        |             |             | Медно-никелевый сплав       | 22           | 4       | 1.3          | рубчатый | 1960       |
| 1 донг        |             |             | Медно-никелевый сплав       | 22.3         | 3.95    | 1.3          | рубчатый | 1964       |
| 1 донг        |             |             | Медно-никелевый сплав       | 22.3         | 3.6     | 1.4          | рубчатый | 1971       |
| 5 донгов      |             |             | Медно-никелевый сплав       | 24           | 4       | 1            | гладкий  | 1966       |
| 5 донгов      |             |             | Медно-никелевый сплав       | 24.25        | 4       | 1.35         | гладкий  | 1971       |
| 10 донгов     |             |             | Медно-никелевый сплав       | 25.5         | 5.5     | 1.4          | рубчатый | 1964       |
| 10 донгов     |             |             | Сталь с никелевым покрытием | 25.5         | 5       | 1.5          | Рубчатый | 1968, 1970 |
| 10 донгов     |             |             | Сталь с латунным покрытием  | 24           | 4.39    | 1.52         | рубчатый | 1974       |
| 20 донгов     |             |             | Сталь с никелевым покрытием | 29.6         | 9       | 2.1          | гладкий  | 1968       |
| 20 донгов     |             |             | Сталь с никелевым покрытием | 29.6         | 9       | 2.1          | гладкий  | 1968       |
| 50 донгов     |             |             | Сталь с никелевым покрытием | 25           | 5.2     |              | рубчатый | 1975       |

### Монеты 1975 года
В ходе реформы 1975 года были выпущены монеты 1, 2 и 5 су.
| Номинал монет | Изображение | Изображение | Металл   | Диаметр (мм) | Вес (г) | Толщина (мм) | Гурт    | Год  |
| ------------- | ----------- | ----------- | -------- | ------------ | ------- | ------------ | ------- | ---- |
| 1 су          |             |             | Алюминий | 19           | 0.8     | 1            | гладкий | 1975 |
| 2 су          |             |             | Алюминий | 18           | 0.9     |              | гладкий | 1975 |
| 2 су          |             |             | Алюминий | 21           | 1.1     | 1.5          | гладкий | 1975 |
| 5 су          |             |             | Алюминий | 23           | 1.5     | 1.7          | гладкий | 1975 |

## Банкноты
Выпускались банкноты Национального банка Вьетнама:
- первого выпуска: 1, 5, 10, 20, 1000 донгов;
- второго выпуска: 50, 100, 200, 500 донгов;
- третьего выпуска: 1, 2, 5, 200 донгов[4];
- образца 1962 года: 10, 20, 500 донгов;
- образца 1964—1966 годов: 1, 20, 50, 100, 200, 500 донгов;
- образца 1969—1971 годов: 20, 50, 100, 200, 500, 1000 донгов;
- образца 1972—1975 годов: 50, 100, 200, 500, 1000, 5000, 10 000 донгов[5].

В ходе реформы 1975 года были выпущены банкноты в 10, 20, 50 су, 1, 2, 5, 10, 50 донгов.

#### Эмиссия 1955—1962 годов (первая серия)
| Выпуск 1955—1962 годов (первая серия) | Выпуск 1955—1962 годов (первая серия) | Выпуск 1955—1962 годов (первая серия) | Выпуск 1955—1962 годов (первая серия) | Выпуск 1955—1962 годов (первая серия) | Выпуск 1955—1962 годов (первая серия) | Выпуск 1955—1962 годов (первая серия) | Выпуск 1955—1962 годов (первая серия) | Выпуск 1955—1962 годов (первая серия) |
| Изображение                           | Изображение                           | Номинал                               | Размеры                               | Основные цвета                        | Описание                              | Описание                              | Описание                              | Год выпуска                           |
| Аверс                                 | Реверс                                | Номинал                               | Размеры                               | Основные цвета                        | Аверс                                 | Реверс                                | Водяной знак                          | Год выпуска                           |
| ------------------------------------- | ------------------------------------- | ------------------------------------- | ------------------------------------- | ------------------------------------- | ------------------------------------- | ------------------------------------- | ------------------------------------- | ------------------------------------- |
|                                       |                                       | 1 донг                                | 115×65                                | Серый                                 | Крестьянин со снопом риса             | Крестьянин на фоне поля               |                                       | 1955                                  |
|                                       |                                       | 2 донга                               | 120×65                                | Фиолетовый                            | Традиционная лодка                    | Вид реки                              |                                       | 1955                                  |
|                                       |                                       | 5 донгов                              | 126×65                                | Кирпичный                             | Крестьянин с водяным буйволом         | Вид реки с домом                      | Отсутствует                           | 1955                                  |
|                                       |                                       | 10 донгов                             | 131×66                                | Красный                               | Пара крестьян                         | Живописная арка                       | Отсутствует                           | 1962                                  |
|                                       |                                       | 20 донгов                             | 136×66                                | Коричневый                            | Волы, запряженные в повозку           | Женщина копает                        |                                       | 1962                                  |
|                                       |                                       | 50 донгов                             | 144×66                                | Баклажановый                          | Мальчик с водяным буйволом            | Просеивание зерна                     | Отсутствует                           | 1956                                  |
|                                       |                                       | 100 донгов                            | 153×65                                | Серый, зелёный                        | Крестьянин на тракторе                | Стилизованный павлин                  | Отсутствует                           | 1955                                  |
|                                       |                                       | 200 донгов                            | 162×71                                | Зелёный                               | Солдат с автоматом                    | Крестьянка с снопами                  |                                       | 1955                                  |
|                                       |                                       | 500 донгов                            |                                       | Синий, оранжевый                      | Пагода                                | Номинал                               |                                       | 1955                                  |

#### Эмиссия 1955—1962 годов (вторая серия)
| Выпуск 1955—1962 годов (вторая серия) | Выпуск 1955—1962 годов (вторая серия) | Выпуск 1955—1962 годов (вторая серия) | Выпуск 1955—1962 годов (вторая серия) | Выпуск 1955—1962 годов (вторая серия) | Выпуск 1955—1962 годов (вторая серия) | Выпуск 1955—1962 годов (вторая серия) | Выпуск 1955—1962 годов (вторая серия) | Выпуск 1955—1962 годов (вторая серия) |
| Изображение                           | Изображение                           | Номинал                               | Размеры                               | Основные цвета                        | Описание                              | Описание                              | Описание                              | Год выпуска                           |
| Аверс                                 | Реверс                                | Номинал                               | Размеры                               | Основные цвета                        | Аверс                                 | Реверс                                | Водяной знак                          | Год выпуска                           |
| ------------------------------------- | ------------------------------------- | ------------------------------------- | ------------------------------------- | ------------------------------------- | ------------------------------------- | ------------------------------------- | ------------------------------------- | ------------------------------------- |
|                                       |                                       | 1 донг                                | 123×77                                | Розовый, зелёный                      | Храм хунгвыонгов в Сайгоне            | Исторический музей в Сайгоне          | тигр                                  | 1956                                  |
|                                       |                                       | 5 донгов                              | 133×84                                | Бежевый                               | Феникс и дракон                       | Крестьянин с буйволом                 | тигр                                  | 1955                                  |
|                                       |                                       | 10 донгов                             | 138×88                                | Розовый                               | Рыба и дракон                         | Рыбацкие лодки                        | тигр                                  | 1955                                  |
|                                       |                                       | 20 донгов                             | 146×92                                | Бежевый                               | Дом, лодки, банановое дерево          | Крестьяне на рисовом поле             | тигр                                  | 1956                                  |
|                                       |                                       | 100 донгов                            | 158×78                                | Коричневый                            | Дом оперы в Сайгоне                   | Плотина Донг Кам Дон                  | Бамбук                                | 1960                                  |
|                                       |                                       | 200 донгов                            | 168×83                                | Фиолетовый                            | Здание Национального банка в Сайгоне  | Лодки                                 | Отсутствует                           | 1958                                  |
|                                       |                                       | 500 донгов                            |                                       | Синий                                 | Президентский дворец в Сайгоне        | Крестьянин с буйволами                | Портрет Нго Динь Зьема                | 1962                                  |
|                                       |                                       | 1000 донгов                           |                                       | Разноцветный                          | Старик, храм хунгвыонгов в Сайгоне    | Женщина, лодка                        | Женская голова                        | 1955                                  |

#### Эмиссия 1964—1966 годов
|  |  | 1 донг     | 127×63 | коричневый | Номинал                       | Крестьянин на тракторе      | Бамбук         | 1964 год |
|  |  | 20 донгов  | 142×71 | зелёный    | Номинал                       | Мифический дракон-рыба      | Голова дракона | 1964 год |
|  |  | 50 донгов  | 142×71 | фиолетовый | Номинал                       | Номинал                     | нет            | 1966 год |
|  |  | 100 донгов | 145×73 | красный    | Портрет Ле Ван Зуета, номинал | Храм Ле Ван Зуета в Сайгоне | Голова дракона | 1966 год |
|  |  | 200 донгов | 145×72 | кремовый   | Нгуен Хюэ                     | Нгуен Хюэ во главе войска   | Голова дракона | 1966 год |
|  |  | 500 донгов | 149×73 | бирюзовый  | Исторический музей в Сайгоне  | Мифические львы             | Голова дракона | 1964 год |
|  |  | 500 донгов | 148×74 | голубой    | Чан Хынг Дао                  | Путешествие Чана Хынг Дао   | Голова дракона | 1966 год |

#### Эмиссия 1969—1971 годов
|  |  | 20 донгов   | 142×71 | розовый   | Здание Национального банка | Национальный орнамент | Вьетнамский воин | 1969 год |
|  |  | 50 донгов   | 142×71 | серый     | Здание Национального банка | Национальный орнамент | Вьетнамский воин | 1969 год |
|  |  | 100 донгов  | 147×73 | зелёный   | Здание Национального банка | Национальный орнамент | Вьетнамский воин | 1970 год |
|  |  | 200 донгов  | 147×73 | малиновый | Здание Национального банка | Национальный орнамент | Вьетнамский воин | 1970 год |
|  |  | 500 донгов  | 152×76 | оранжевый | Здание Национального банка | Национальный орнамент | Вьетнамский воин | 1970 год |
|  |  | 1000 донгов | 152×76 | бирюзовый | Здание Национального банка | Национальный орнамент | Вьетнамский воин | 1971 год |

#### Эмиссия 1972—1975 годов
|  |  | 50 донгов    | 140×70     | голубой          | Дворец независимости                    | Лошади                   | Голова женщины            | 1972 год |
|  |  | 100 донгов   | 145×73     | зелёный          | Дворец независимости                    | Крестьянин с буйволом    | Голова женщины            | 1972 год |
|  |  | 200 донгов   | 142×71     | малиновый        | Дворец независимости                    | Олень                    | Голова женщины            | 1972 год |
|  |  | 500 донгов   | 152×76     | оранжевый        | Дворец независимости                    | Тигр                     | Портрет молодой женщины   | 1972 год |
|  |  | 1000 донгов  | 152×76     | Бежевый          | Дворец независимости                    | Слоны за работой         | Портрет Нгуен Тхи Май Ань | 1972 год |
|  |  | 1000 донгов  | нет данных | голубой, зелёный | Чыонг Конг Динь, мифическая рыба-дракон | Гробница Чыонг Конг Диня | Пожилой мужчина           | 1975 год |
|  |  | 5000 донгов  | нет данных | Жёлтый           | Дворец независимости                    | Леопард                  | Голова женщины            | 1975 год |
|  |  | 10000 донгов | нет данных | Фиолетовый       | Дворец независимости                    | Корова                   | Голова женщины            | 1975 год |

#### Эмиссия 1975 года
| Выпуск 1975 года | Выпуск 1975 года | Выпуск 1975 года | Выпуск 1975 года | Выпуск 1975 года                                               | Выпуск 1975 года                              | Выпуск 1975 года          | Выпуск 1975 года | Выпуск 1975 года |
| Изображение      | Номинал          | Размеры (мм)     | Основной цвет    | Описание                                                       | Описание                                      | Описание                  | Дата выхода      |                  |
| Изображение      | Номинал          | Размеры (мм)     | Основной цвет    | Лицевая сторона                                                | Оборотная сторона                             | Водяной знак              | Дата выхода      |                  |
| ---------------- | ---------------- | ---------------- | ---------------- | -------------------------------------------------------------- | --------------------------------------------- | ------------------------- | ---------------- | ---------------- |
|                  | 10 су            | 100×50           | бежевый          | Сушка морской соли                                             | Плавучий рынок                                | Отсутствует               | 1975 год         |                  |
|                  | 20 су            | 108×54           | синий            | рабочие на каучуковой плантации                                | крестьяне с буйволами приветствуют солдат ВНА | Отсутствует               | 1975 год         |                  |
|                  | 50 су            | 116×59           | салатовый        | уборка сахарного тростника                                     | Плетение ковров                               | Отсутствует               | 1975 год         |                  |
|                  | 1 донг           | 124×63           | красный          | лодки на канале                                                | крестьяне в поле                              | Звезды                    | 1975 год         |                  |
|                  | 2 донга          | 132×66           | светло-зелёный   | лодочные домики под мостом                                     | солдаты и люди                                | Звезды                    | 1975 год         |                  |
|                  | 5 донгов         | 140×70           | Фиолетовый       | Текстильная фабрика                                            | Солдаты празднуют победу                      | Звезды, зубчатая передача | 1975 год         |                  |
|                  | 10 донгов        | 147×74           | Розовый          | три девушки; поезд; достопримечательности Ханоя, Хюэ и Сайгона | солдаты и люди с флагом Вьетконга             | Звезды, зубчатая передача | 1975 год         |                  |
|                  | 50 донгов        | 155×80           | Зелёный          | рабочие на заводе                                              | комбайн                                       | Звезды, зубчатая передача | 1975 год         |                  |

#### БанкнотыВьетконга
В 1968 году на территориях Южного Вьетнама, подконтрольных НФОЮВ, были введены в обращение банкноты номиналом в 10, 20, 50 су, 1, 2, 5, 10, 50 донгов, отпечатанные в КНР. 
|  |  | 10 су     | 100×50 | Фиолетовый     | Звезда по центру           | Звезда и национальный орнамент     | Отсутствует | 1968 год |
|  |  | 20 су     | 107×54 | красный        | Звезда по центру           | Звезда и национальный орнамент     | Отсутствует | 1968 год |
|  |  | 50 су     | 116×58 | зелёный        | Звезда по центру           | Звезда и национальный орнамент     | Отсутствует | 1968 год |
|  |  | 1 донг    | 124×61 | бежевый        | Уборка урожая              | Урок в школе                       | Звезды      | 1968 год |
|  |  | 2 донга   | 130×65 | светло-зелёный | Женщины в походе           | Рыбаки на лодке                    | Звезды      | 1968 год |
|  |  | 5 донгов  | 140×70 | Розовый        | Уборка чая                 | Партизанский патруль               | Звезды      | 1968 год |
|  |  | 10 донгов | 146×73 | Бирюзовый      | Уборка сахарного тростника | Атакующая пехота                   | Звезды      | 1968 год |
|  |  | 50 донгов | 154×77 | Красный        | Конвой грузовиков          | Партизаны сбивают вертолёт ВВС США | Звезды      | 1968 год |